# Viktorin (Kostěnkov)
Viktorin (světským jménem: Viktor Grigorjevič Kostěnkov; * 10. května 1953, Sarapul) je ruský duchovní Ruské pravoslavné církve a metropolita iževský a udmurtský.

## Život
Narodil se 10. května 1953 v Sarapulu. Jeho dědeček byl donátorem chrámu Vzkříšení Krista v Sarapulu a zde jako malý vykonával službu oltářníka a na klirosu.
Roku 1970 dokončil střední školu č. 13. a nastoupil na Udmurtský státní pedagogický institut.
Roku 1976 odešel do Kazaně, kde vykonával různé služby v chrámu svatého Mikuláše.
Dne 7. ledna 1979 byl biskupem kazaňským a marijským Panteleimonem (Mitrjukovským) rukopoložen na diákona a určen pro službu v chrámu Kazaňské ikony Matky Boží v Čistopolu. Stejného roku započal dálkové studium na Moskevském duchovním semináři. Roku 1980 byl převeden do služby v chrámu Narození přesvaté Bohorodice v Joškar-Ole.
Roku 1983 byl rukopoložen na jereje a ustanoven do služby chrámu Svaté Trojice v Iževsku. Stejného roku dokončil Moskevský duchovní seminář.
V letech 1985–1988 byl představeným chrámu svatého Trifona Vjatského ve vesnici Kamennoje Zadělje. Poté se stal představeným chrámu Zesnutí přesvaté Bohorodice v Iževsku.
Od roku 1990 se zabýval výstavbou a rekonstrukcí chrámů ve městech Volžsk, Buinsk a Vasiljevo a roku 1992 obnovil duchovní život ve farnostech Uve, Nylga, Kijasovo, Norja, Babino, Juski a Buranovo.
Roku 1993 byl pověřen obnovením katedrálního chrámu svatého Alexandra Něvského v Iževsku.
Za významnou práci pro Ruskou pravoslavnou církev byl vyznamenán právem nosit mitru a sloužit liturgii s otevřenými carskými vraty do modlitby Otce náš.
Jako součást skupiny ruských ozbrojených sil byl jedním z prvních kněží, kteří sloužili vojenskému personálu v Čečensku.
Roku 1995 byl jedním ze zakladatelů kozácké organizace v Udmurtsku. Později byl vybrán jako vojenský kaplan Věrchněkamského kozáckého vojska.
Od roku 2000 se podíval na stavbě chrámu v Iževsku jako je; Kazaňské ikony Matky Boží, svatých Carských mučedníků či svatého Alexije Moskevského. Dále dohlížel
na stavbu časovni Povýšení svatého Kříže a hřbitovního chrámu Vzkříšení Krista.
V letech 2004–2007 dohlížel na rekonstrukci chrámů svatého archanděla Michaela v Iževsku, který poté vysvětil patriarcha moskevský Alexij II.
Roku 2005 dokončil dálkové studium na Kyjevské duchovní akademii.
Roku 2010 se stal členem Veřejné rady Úřadu federální migrační služby v Udmurtské republice, Veřejné rady Federální služby
pro kontrolu drog a roku 2012 Veřejné komory Udmurtské republiky.
Byl blagočinným 1. Iževského okruhu a také zástupcem představeného chrámu svatého archanděla Michaela v Iževsku.
Dne 15. září 2013 byl v Malo-Divejevském Serafimovském monastýru ve vesnici Norja postřižen na monacha se jménem Viktorin na počest svatého mučedníka Viktorina Korintského.
Dne 26. prosince 2013 jej Svatý synod zvolil biskupem sarapulským a možginským. Dne 29. prosince byl v chrámu svatého archanděla Michaela v Iževsku metropolitou iževským Mykolajem (Škrumkem) povýšen na archimandritu.
Dne 24. ledna 2014 byl v chrámu Všech svatých monastýru Danilov v Moskvě oficiálně jmenován biskupem a 23. února proběhla v chrámu svatého archanděla Michaela v Troparevu v Moskvě jeho biskupská chirotonie. Světiteli byli patriarcha moskevský Kirill, metropolita saranský a mordovský Varsonofij (Sudakov), metropolita iževský a udmurtský Mykolaj (Škrumko), biskup vyborský a priozerský Ignatij (Punin), biskup solněčnogorský Sergij (Čašin), biskup voskresenský Savva (Michejev) a biskup smolenský a vjazemský Isidor (Tupikin).
Dne 5. května 2015 byl Svatým synodem ustanoven metropolitou iževským a udmurtským, hlavou udmurtské metropole. Dne 24. května byl při liturgii v chrámu Krista Spasitele v Moskvě povýšen na metropolitu.
Od května do prosince 2015 a od září 2021 do listopadu 2022 byl dočasným správcem sarapulské eparchie.